# Rohod
Rohod ist eine ungarische Gemeinde im Kreis Baktalórántháza im Komitat Szabolcs-Szatmár-Bereg. Sie liegt ungefähr 12 Kilometer nordöstlich der Stadt Baktalórántháza.

## Söhne und Töchter der Gemeinde
- Zsigmond Szentpétery (1798–1858), Schauspieler, Regisseur und Theaterdirektor

## Sehenswürdigkeiten
- Griechisch-katholische Kirche Szent Kereszt felmagasztalása
- Jüdischer Friedhof
- Reformierte Kirche, ursprünglich 1822 im gotischen Stil erbaut
- Zsigmond-Szentpétery-Büste (Szentpétery Zsigmond mellszobra)

## Verkehr
Durch Rohod verläuft die Landstraße Nr. 4107, die südlich des Ortes auf die Hauptstraßen Nr. 41 und Nr. 49 trifft. Die südlich  außerhalb der Gemeinde liegende Bahnstation Vaja-Rohod ist angebunden an die Eisenbahnstrecke von Nyíregyháza nach Vásárosnamény.